# Cliff Rendall
Cliff Rendall is een Nederlandse stripreeks van de striptekenaar en scenarist Bert Bus. Het was een sciencefictionstrip die met name opviel omdat er een gelijkwaardig belangrijke en heroïsche rol was weggelegd voor een vrouwelijk personage (Shena), wat vrij ongewoon was voor die tijd.

## Publicatie
Van 1963 t/m 1965 werden twee verhalen gepubliceerd in het striptijdschrift Sjors. In 1981 en 1982 werden de verhalen in zwart-wit uitgegeven als stripalbums door uitgeverij Oberon en in 2020 werd beide verhalen in kleur uitgegeven als één album door Uitgeverij Boumaar.